# Đánh giá năng lực
Đánh giá năng lực (viết tắt: ĐGNL) là tên gọi chung cho một vài kỳ thi tuyển sinh sớm tại Việt Nam do các đại học và trường đại học tự tổ chức.
Kỳ thi này được coi là một bài kiểm tra cơ bản để đánh giá năng lực của thí sinh một cách toàn diện hơn Kỳ thi tốt nghiệp trung học phổ thông. Nội dung bài thi đánh giá năng lực thường tích hợp những kiến thức và tư duy, dưới hình thức cung cấp số liệu và dữ liệu cũng như các công thức cơ bản. Qua đó, đánh giá được những khả năng suy luận và giải quyết vấn đề của thi sinh.
Kể từ năm 2023, Đại học Quốc gia Hà Nội và Đại học Quốc gia Thành phố Hồ Chí Minh công nhận kết quả hai kỳ thi của nhau, điểm thi được quy đổi theo công thức {\displaystyle HSA=0.1103\cdot V-ACT}, với {\displaystyle HSA} là điểm thi của Đại học Quốc gia Hà Nội và {\displaystyle V-ACT} là điểm thi của Đại học Quốc gia Thành phố Hồ Chí Minh. Một kỳ thi khác tương đồng với các kỳ thi Đánh giá năng lực là kỳ thi Đánh giá tư duy do Đại học Bách khoa Hà Nội tổ chức.

## Đại học Quốc gia Hà Nội
Bài thi ĐGNL học sinh trung học phổ thông (HSA; tiếng Anh: High School Student Assessment) bắt đầu được Đại học Quốc gia Hà Nội tổ chức vào năm 2015, sau đó tiếp tục tổ chức vào năm 2016 và ngưng tổ chức kể từ năm 2017. Năm 2021, kỳ thi được tổ chức trở lại với nhiều thay đổi so với năm 2015, tiếp cập theo hướng phi truyền thống nhằm đánh giá toàn diện năng lực học sinh chứ không đơn thuần phục vụ cho tuyển sinh đại học. Bài thi ĐGNL mỗi năm tổ chức 10 đợt thi, mỗi thí sinh chỉ được đăng ký dự thi tối đa 2 đợt, trừ năm 2021 vì ảnh hưởng của đại dịch COVID-19 mà kỳ thi chỉ tổ chức được một nửa số đợt.

### Hình thức
Thí sinh làm bài thi trên máy tính, câu hỏi dưới dạng trắc nghiệm khách quan (lựa chọn một trong bốn đáp án) và điền đáp án. Tổng thời gian làm bài là 195 phút, thang điểm 150.
Theo Đại học Quốc gia Hà Nội, đề thi được rà soát từ hơn 12.000 câu hỏi của ngân hàng đề thi đánh giá năng lực năm 2016 để lựa chọn những câu phù hợp với ba nhóm năng lực nêu trên, kết hợp với hơn 3.500 câu hỏi được xây dựng trong giai đoạn 2017-2020, đảm bảo tính toàn diện của kỳ thi, cân bằng độ khó của từng đề.
| Phần thi          | Số câu hỏi | Thời gian | Điểm tối đa | Mức điểm |
| ----------------- | ---------- | --------- | ----------- | -------- |
| Tư duy định lượng | 50         | 75 phút   | 50          | 1        |
| Tư duy định tính  | 50         | 60 phút   | 50          | 1        |
| Khoa học          | 50         | 60 phút   | 50          | 1        |

### Tranh cãi
Ngày 26 tháng 4 năm 2023, một tài khoản mạng xã hội đã đăng tải bài viết về việc đề thi phần Tư duy định tính của bài thi ĐGNL có sự trùng lặp giữa các đợt, thậm chí chỉ thay đổi khoảng 30% số câu. Về vấn đề này, đại diện của Đại học Quốc gia Hà Nội cho rằng khả năng lặp lại đề thi, đặc biệt là lặp đến 30% là điều không không thể xảy ra và không có căn cứ để phán đoán, chưa nói đến việc vội vã kết luận.

### Danh sách đơn vị tuyển sinh sử dụng kết quả kỳ thi
Danh sách 70 trường đại học và học viện sử dụng kết quả thi ĐGNL của Đại học Quốc gia Hà Nội để xét tuyển năm 2023:
1. Trường Đại học Y Dược, Đại học Quốc gia Hà Nội
2. Trường Đại học Ngoại ngữ, Đại học Quốc gia Hà Nội
3. Trường Đại học Công nghệ, Đại học Quốc gia Hà Nội
4. Trường Đại học Khoa học Tự nhiên, Đại học Quốc gia Hà Nội
5. Trường Đại học Khoa học Xã hội và Nhân văn, Đại học Quốc gia Hà Nội
6. Trường Đại học Kinh tế, Đại học Quốc gia Hà Nội
7. Trường Đại học Việt Nhật, Đại học Quốc gia Hà Nội
8. Trường Đại học Luật, Đại học Quốc gia Hà Nội
9. Trường Quốc tế, Đại học Quốc gia Hà Nội
10. Trường Quản trị kinh doanh, Đại học Quốc gia Hà Nội
11. Khoa các Khoa học liên ngành, Đại học Quốc gia Hà Nội
12. Trường Đại học Sư phạm, Đại học Thái Nguyên
13. Trường Đại học Kinh tế và Quản trị kinh doanh, Đại học Thái Nguyên
14. Trường Đại học Công nghệ Thông tin và Truyền thông, Đại học Thái Nguyên
15. Trường Đại học Khoa học, Đại học Thái Nguyên
16. Trường Đại học Nông Lâm, Đại học Thái Nguyên
17. Trường Đại học Y Dược, Đại học Thái Nguyên
18. Khoa Quốc tế, Đại học Thái Nguyên
19. Trường Đại học Ngoại thương
20. Học viện Ngân hàng
21. Trường Đại học Kinh tế Quốc dân
22. Trường Đại học Thương mại
23. Trường Đại học Hà Nội
24. Học viện Tài chính
25. Trường Đại học Tài nguyên và Môi trường Hà Nội
26. Trường Đại học Thăng Long
27. Trường Đại học Y Dược Thái Bình
28. Trường Đại học Sư phạm Kỹ thuật Hưng Yên
29. Trường Đại học Sư phạm Kỹ thuật Nam Định
30. Trường Đại học Hồng Đức
31. Trường Đại học Công nghiệp Việt Trì
32. Trường Đại học Kỹ thuật Y tế Hải Dương
33. Trường Đại học Kinh tế Kỹ thuật Công nghiệp
34. Trường Đại học Vinh
35. Trường Đại học Tân Trào
36. Trường Đại học Sư phạm Hà Nội 2
37. Trường Đại học Điện lực
38. Trường Đại học Tây Bắc
39. Học viện Chính sách và Phát triển
40. Trường Đại học Mở Hà Nội
41. Trường Đại học Nguyễn Tất Thành
42. Trường Đại học Duy Tân
43. Trường Đại học Kiến trúc Hà Nội
44. Trường Đại học Sư phạm Kỹ thuật Vinh
45. Trường Đại học Công nghệ Giao thông Vận tải
46. Trường Đại học Lâm nghiệp
47. Trường Đại học Nha Trang
48. Trường Đại học Y tế Công cộng
49. Trường Đại học Hoa Sen
50. Trường Đại học Dầu khí Việt Nam
51. Trường Đại học Công nghệ và Quản lý Hữu nghị
52. Trường Đại học Đà Lạt
53. Trường Đại học Xây dựng Miền Trung
54. Trường Đại học Tài chính – Quản trị kinh doanh
55. Trường Đại học Kinh tế Nghệ An
56. Trường Đại học Nguyễn Trãi
57. Trường Đại học Công nghiệp Dệt May Hà Nội
58. Trường Đại học Kinh Bắc
59. Trường Đại học Tài chính – Marketing
60. Trường Đại học Quảng Bình
61. Học viện Hàng không Việt Nam
62. Trường Đại học Quy Nhơn
63. Trường Đại học Nam Cần Thơ
64. Trường Đại học Hòa Bình
65. Trường Đại học Công nghệ Đông Á
66. Trường Đại học Đông Đô
67. Trường Đại học Quốc tế, Đại học Quốc gia TP.HCM
68. Học viện Công nghệ Bưu chính Viễn thông
69. Trường Đại học Công nghiệp Hà Nội
70. Trường Đại học Hải Phòng

## Đại học Quốc gia Thành phố Hồ Chí Minh
Kỳ thi Đánh giá năng lực (V-ACT; tiếng Anh: Vietnam National University Ho Chi Minh City - Academic Conpetency Test) bắt đầu được Đại học Quốc gia Thành phố Hồ Chí Minh tổ chức vào năm 2018. Kỳ thi ĐGNL tổ chức tại nhiều cụm ở các tỉnh thành khác nhau, tạo điều kiện cho thí sinh ở nhiều địa phương tham dự. Một năm có 2 đợt thi ĐGNL được tổ chức, trừ năm 2020 vì những ảnh hưởng của đại dịch COVID-19 tại Việt Nam mà kỳ thi chỉ tổ chức một đợt duy nhất.

### Hình thức
Thí sinh sẽ làm bài thi trên giấy với 120 câu hỏi trắc nghiệm trong 150 phút. Bài thi hướng đến đánh giá năng lực cơ bản để học đại học của thí sinh gồm: sử dụng ngôn ngữ tiếng Việt và tiếng Anh; toán, suy luận logic và xử lý số liệu; giải quyết vấn đề liên quan lĩnh vực hóa, lý, sinh, địa, lịch sử, chính trị và xã hội. Đa phần các câu hỏi được xây dựng theo hướng cung cấp số liệu dữ kiện và kiến thức cơ bản để đánh giá mức độ vận dụng, phân tích của người học. Tuy nhiên, điểm của từng câu hỏi sẽ có trọng số khác nhau tùy thuộc vào độ khó và độ phân biệt của câu hỏi.
| Phần thi                 | Số câu hỏi | Thời gian | Điểm tối đa | Mức điểm                                                                          |
| ------------------------ | ---------- | --------- | ----------- | --------------------------------------------------------------------------------- |
| Tiếng Việt               | 30         | 150 phút  | 300         | Dựa theo số lượng thí sinh trả lời đúng mà mỗi câu hỏi có một mức điểm khác nhau. |
| Tiếng Anh                | 30         | 150 phút  | 300         | Dựa theo số lượng thí sinh trả lời đúng mà mỗi câu hỏi có một mức điểm khác nhau. |
| Toán học                 | 30         | 150 phút  | 300         | Dựa theo số lượng thí sinh trả lời đúng mà mỗi câu hỏi có một mức điểm khác nhau. |
| Logic, phân tích số liệu | 12         | 150 phút  | 120         | Dựa theo số lượng thí sinh trả lời đúng mà mỗi câu hỏi có một mức điểm khác nhau. |
| Suy luận khoa học        | 18         | 150 phút  | 180         | Dựa theo số lượng thí sinh trả lời đúng mà mỗi câu hỏi có một mức điểm khác nhau. |

### Danh sách đơn vị tuyển sinh sử dụng kết quả kỳ thi
Danh sách 92 trường đại học, học viện và cao đẳng sử dụng kết quả thi ĐGNL của Đại học Quốc gia Thành phố Hồ Chí Minh để xét tuyển năm 2023:
1. Trường Đại học Bách khoa, Đại học Quốc gia TP.HCM
2. Trường Đại học Khoa học Tự nhiên, Đại học Quốc gia TP.HCM
3. Trường Đại học Khoa học Xã hội và Nhân văn, Đại học Quốc gia TP.HCM
4. Trường Đại học Kinh tế – Luật, Đại học Quốc gia TP.HCM
5. Trường Đại học Công nghệ Thông tin, Đại học Quốc gia TP.HCM
6. Trường Đại học Quốc tế, Đại học Quốc gia TP.HCM
7. Trường Đại học An Giang, Đại học Quốc gia TP.HCM
8. Trường Đại học Khoa học Sức khoẻ, Đại học Quốc gia TP.HCM
9. Khoa Chính trị – Hành chính, Đại học Quốc gia TP.HCM
10. Trường Đại học Bách khoa, Đại học Đà Nẵng
11. Trường Đại học Công nghệ Thông tin và Truyền thông Việt – Hàn, Đại học Đà Nẵng
12. Trường Đại học Kinh tế, Đại học Đà Nẵng
13. Trường Đại học Ngoại ngữ, Đại học Đà Nẵng
14. Trường Đại học Sư phạm, Đại học Đà Nẵng
15. Trường Đại học Sư phạm Kỹ thuật, Đại học Đà Nẵng
16. Học viện Công nghệ Bưu chính Viễn thông
17. Học viện Hàng không Việt Nam
18. Trường Đại học Bà Rịa – Vũng Tàu
19. Trường Đại học Bạc Liêu
20. Trường Đại học Bình Dương
21. Trường Đại học Công nghệ Miền Đông
22. Trường Đại học Công nghệ Sài Gòn
23. Trường Đại học Công nghệ Thành phố Hồ Chí Minh
24. Trường Đại học Công nghiệp Thành phố Hồ Chí Minh
25. Trường Đại học Công nghiệp Thực phẩm Thành phố Hồ Chí Minh
26. Trường Đại học Cửu Long
27. Trường Đại học Dầu khí Việt Nam
28. Trường Đại học Duy Tân
29. Trường Đại học Đà Lạt
30. Trường Đại học Đông Á
31. Trường Đại học Đồng Tháp
32. Trường Đại học Gia Định
33. Trường Đại học Giao thông Vận tải Thành phố Hồ Chí Minh
34. Trường Đại học Giao thông Vận tải
35. Trường Đại học Hoa Sen
36. Trường Đại học Hùng Vương Thành phố Hồ Chí Minh
37. Trường Đại học Kiên Giang
38. Trường Đại học Kiến trúc Đà Nẵng
39. Trường Đại học Kiến trúc Thành phố Hồ Chí Minh
40. Trường Đại học Kinh tế Quốc dân
41. Trường Đại học Kinh tế Thành phố Hồ Chí Minh
42. Trường Đại học Kinh tế Công nghiệp Long An
43. Trường Đại học Kinh tế – Tài chính Thành phố Hồ Chí Minh
44. Trường Đại học Kỹ thuật – Công nghệ Cần Thơ
45. Trường Đại học Khánh Hòa
46. Trường Đại học Lạc Hồng
47. Trường Đại học Lâm nghiệp
48. Trường Đại học Mỹ thuật Công nghiệp Á Châu
49. Trường Đại học Nam Cần Thơ
50. Trường Đại học Nông Lâm Thành phố Hồ Chí Minh
51. Trường Đại học Ngân hàng Thành phố Hồ Chí Minh
52. Trường Đại học Ngoại ngữ – Tin học Thành phố Hồ Chí Minh
53. Trường Đại học Ngoại thương
54. Trường Đại học Nguyễn Tất Thành
55. Trường Đại học Nha Trang
56. Trường Đại học Phạm Văn Đồng
57. Trường Đại học Phan Châu Trinh
58. Trường Đại học Phan Thiết
59. Trường Đại học Phú Yên
60. Trường Đại học Quảng Bình
61. Trường Đại học Quang Trung
62. Trường Đại học Quản lý và Công nghệ Thành phố Hồ Chí Minh
63. Trường Đại học Quốc tế Hồng Bàng
64. Trường Đại học Quốc tế Miền Đông
65. Trường Đại học Quốc tế Sài Gòn
66. Trường Đại học Quy Nhơn
67. Trường Đại học Sài Gòn
68. Trường Đại học Sư phạm Kỹ thuật Thành phố Hồ Chí Minh
69. Trường Đại học Sư phạm Kỹ thuật Vinh
70. Trường Đại học Sư phạm Kỹ thuật Vĩnh Long
71. Trường Đại học Tài chính – Marketing
72. Trường Đại học Tài nguyên và Môi trường Thành phố Hồ Chí Minh
73. Trường Đại học Tân Tạo
74. Trường Đại học Tây Đô
75. Trường Đại học Tây Nguyên
76. Trường Đại học Tiền Giang
77. Trường Đại học Tôn Đức Thắng
78. Trường Đại học Thái Bình Dương
79. Trường Đại học Thủ Dầu Một
80. Trường Đại học Trà Vinh
81. Trường Đại học Văn Hiến
82. Trường Đại học Văn Lang
83. Trường Đại học Xây dựng Miền Tây
84. Trường Đại học Xây dựng Miền Trung
85. Trường Đại học Y Dược Buôn Ma Thuột
86. Trường Đại học Yersin Đà Lạt
87. Trường Cao đẳng Miền Nam
88. Trường Cao đẳng Sài Gòn – Gia Định
89. Trường Cao đẳng Kỹ thuật Cao Thắng
90. Trường Cao đẳng Quốc tế Thành phố Hồ Chí Minh
91. Trường Cao đẳng Viễn Đông
92. Trường Cao đẳng Sư phạm Bà Rịa – Vũng Tàu

## Bộ Công an
Bài thi đánh giá tuyển sinh đại học Công an nhân dân bắt đầu được Bộ Công an tổ chức từ năm 2022 với mục đích lấy kết quả tuyển sinh vào các trường đại học, học viện công an nhân dân, sau 7 năm không tổ chức thi để tuyển sinh. Các trường đại học và học viện công an xét tuyển kết hợp kết quả thi tốt nghiệp trung học phổ thông với kết quả bài thi đánh giá của Bộ Công an, trong đó bài thi đánh giá của Bộ Công an chiếm tỷ lệ 60% và điểm thi tốt nghiệp trung học phổ thông của 3 môn trong tổ hợp xét tuyển chiếm tỷ lệ 40%. Hiện nay gồm các tổ hợp xét tuyển của kỳ thi tốt nghiệp THPT như sau:
- A00: Toán, Lý, Hoá
- A01: Toán, Lý, Anh
- B00: Toán, Hoá, Sinh
- B08: Toán, Sinh, Anh
- C00: Văn, Sử, Địa
- C03: Toán, Văn, Sử
- D01: Văn, Toán, Anh
- D04: Văn, Toán, Tiếng Trung Quốc
- D07: Văn, Toán, Hoá
- D09: Toán, Sử, Anh
- D10: Toán, Địa, Anh
- K01: Toán, Anh, Tin (mới đối với CT 2018)
- K20: Toán, Anh, Công nghệ (mới đối với CT 2018)
- K21: Toán, Văn, Tin (mới đối với CT 2018)
- K22: Toán, Văn, Công nghệ (mới đối với CT 2018)

### Hình thức
Bài thi được tổ chức thành bốn mã bài thi (CA1, CA2, CA3, CA4). Tất cả các mã bài thi đều có phần thi tự luận bắt buộc môn Ngữ văn (chiếm 25 điểm) và trắc nghiệm bắt buộc các môn Toán, Lịch sử và Ngôn ngữ Anh. 15 câu trắc nghiệm còn lại là khác nhau đối với mỗi bài thi: CA1 với môn Vật lý; CA2 với môn Hoá học; CA3 với môn Sinh học; CA4 với môn Địa lý. Sự điều chỉnh này được cho là để phù hợp với chương trình GDPT năm 2018, học sinh có thể lựa chọn mã bài thi phù hợp với sở trường và năng lực của bản thân. Đề thi bao gồm 70% kiến thức lớp 12, 20% kiến thức lớp 11 và 10% kiến thức lớp 10.
| Hình thức            | Mã bài thi   | Mã bài thi   | Mã bài thi   | Mã bài thi   | Thời gian | Số câu hỏi | Điểm tối đa |
| Hình thức            | CA1          | CA2          | CA3          | CA4          | Thời gian | Số câu hỏi | Điểm tối đa |
| -------------------- | ------------ | ------------ | ------------ | ------------ | --------- | ---------- | ----------- |
| Trắc nghiệm bắt buộc | Toán         | Toán         | Toán         | Toán         | 180 phút  | 35         | 75          |
| Trắc nghiệm bắt buộc | Lịch sử      | Lịch sử      | Lịch sử      | Lịch sử      | 180 phút  | 10         | 75          |
| Trắc nghiệm bắt buộc | Ngôn ngữ Anh | Ngôn ngữ Anh | Ngôn ngữ Anh | Ngôn ngữ Anh | 180 phút  | 15         | 75          |
| Trắc nghiệm tự chọn  | Vật lý       | Hoá học      | Sinh học     | Địa lý       | 180 phút  | 15         | 75          |
| Tự luận bắt buộc     | Ngữ văn      | Ngữ văn      | Ngữ văn      | Ngữ văn      | 180 phút  | 1          | 25          |

## Trường Đại học Sư phạm Hà Nội
Năm 2022, lần đầu tiên Trường Đại học Sư phạm Hà Nội tổ chức thi đánh giá năng lực để xét tuyển đại học. Kỳ thi này gồm tám môn là Toán, Ngữ văn, Tiếng Anh, Vật lý, Hóa học, Sinh học, Lịch sử và Địa lý. Trong đó, đề thi Ngữ văn sẽ có 30% là câu hỏi trắc nghiệm về ngôn ngữ và 70% tự luận. Các môn còn lại có 70% câu hỏi trắc nghiệm và 30% tự luận.
Để được tham dự kỳ thi, thí sinh có cần có hạnh kiểm tất cả học kỳ ở bậc THPT từ loại Khá và điểm trung bình chung của 5 học kỳ (lớp 10, 11 và học kỳ I lớp 12) từ 6,5 trở lên. Các em được đăng ký tối đa hai nguyện vọng. Các nguyện vọng này hoàn toàn độc lập với xét bằng phương thức khác như dựa vào điểm thi tốt nghiệp THPT.
Nguyên tắc xét tuyển là theo từng ngành dựa vào kết quả thi đánh giá năng lực hai môn (đã nhân hệ số và cộng điểm ưu tiên). Đối với các ngành có thi năng khiếu, trường xét tổng điểm các môn thi đánh giá năng lực cộng môn năng khiếu (đã nhân hệ số và cộng điểm ưu tiên).
| Bài thi   | Hình thức   | Hình thức | Thời gian |
| Bài thi   | Trắc nghiệm | Tự luận   | Thời gian |
| --------- | ----------- | --------- | --------- |
| Toán      | 70%         | 30%       | 90 phút   |
| Ngữ văn   | 30%         | 70%       | 90 phút   |
| Tiếng Anh | 80%         | 20%       | 60 phút   |
| Vật lý    | 70%         | 30%       | 60 phút   |
| Hóa học   | 70%         | 30%       | 60 phút   |
| Sinh học  | 70%         | 30%       | 60 phút   |
| Lịch sử   | 70%         | 30%       | 60 phút   |
| Địa lý    | 70%         | 30%       | 60 phút   |

### Danh sách đơn vị tuyển sinh sử dụng kết quả kỳ thi
Danh sách 8 trường đại học và học viện sử dụng kết quả thi ĐGNL của Trường Đại học Sư phạm Hà Nội để xét tuyển năm 2023:
- Trường Đại học Sư phạm Hà Nội
- Trường Đại học Sư phạm Thành phố Hồ Chí Minh
- Trường Đại học Sư phạm, Đại học Huế
- Trường Đại học Sư phạm, Đại học Đà Nẵng
- Trường Đại học Sư phạm, Đại học Thái Nguyên
- Trường Đại học Vinh
- Trường Đại học Sư phạm Hà Nội 2
- Trường Đại học Quy Nhơn

## Trường Đại học Sư phạm Thành phố Hồ Chí Minh
Kỳ thi đánh giá năng lực chuyên biệt của Trường Đại học Sư phạm Thành phố Hồ Chí Minh được tổ chức lần đầu từ năm 2022. Thí sinh sẽ làm bài thi đánh giá năng lực chuyên biệt các môn Toán học, Vật lý học, Hóa học, Sinh học. Mỗi môn gồm 50 câu hỏi. Trong đó, 35 câu hỏi trắc nghiệm khách quan có 4 lựa chọn (một đáp án đúng duy nhất) và 15 câu hỏi ở dạng trả lời ngắn, thí sinh tính toán và điền kết quả vào phần trả lời trên hệ thống. Thời gian làm bài là 90 phút, bài thi được máy tính chấm tự động. Thí sinh sẽ được biết điểm thi ngay sau khi kết thúc dự thi.
Riêng môn Ngữ văn, bài thi sẽ gồm 20 câu hỏi trắc nghiệm khách quan có 4 lựa chọn (một đáp án đúng duy nhất) và một bài viết luận chủ đề nghị luận xã hội (đề mở) với yêu cầu viết trong khoảng 600 từ. Thời gian làm bài là 90 phút, thí sinh làm bài trực tiếp trên hệ thống. Phần thi trắc nghiệm khách quan môn Ngữ Văn sẽ được máy tính chấm tự động. Phần viết luận sẽ được tổ chức theo 2 vòng chấm thi độc lập của các giám khảo, việc chấm thi phần viết luận được thực hiện bằng sự hỗ trợ của phần mềm để các giám khảo chấm thi trên máy tính. Kết quả bài thi sẽ được công bố trong thời gian không quá 15 ngày kể từ ngày dự thi.
Về cấu trúc bài thi đánh giá năng lực Tiếng Anh, đề thi sẽ sử dụng dạng thức đánh giá năng lực tiếng Anh từ bậc 3 đến bậc 5 theo khung năng lực ngoại ngữ 6 bậc dùng cho Việt Nam. Trong đó, bài thi có 4 phần, tương ứng với đủ cả 4 kỹ năng nghe, nói, đọc, viết. Thời gian làm bài là 180 phút. Phần thi nghe và đọc sẽ do máy tính chấm điểm tự động. Các phần thi nói và viết sẽ được tổ chức theo 2 vòng chấm thi độc lập của các giám khảo, việc chấm thi phần viết luận được thực hiện bằng sự hỗ trợ của phần mềm để các giám khảo chấm thi trên máy tính. Kết quả bài thi sẽ được công bố trong thời gian không quá 15 ngày kể từ ngày dự thi.